# Fabryka Sztuk Centrum Wystawienniczo-Regionalne Dolnej Wisły w Tczewie
Fabryka Sztuk Centrum Wystawienniczo-Regionalne Dolnej Wisły w Tczewie – placówka wystawiennicza  przy ulicy 30 Stycznia 4 w Tczewie.